# Philippe Van Wolputte
Philippe Van Wolputte (Antwerpen, 1982) is een Belgische beeldend kunstenaar. Hij werkt in Antwerpen.

## Biografie
Van Wolputte studeerde aan de Sint-Lucasschool te Antwerpen (2002-2006) de opleiding "Open Atelier". In 2007 verhuisde hij naar Amsterdam waar hij een residentie had aan de Rijksakademie van beeldende kunsten. In 2010 keerde hij terug naar Antwerpen.

## Werk
Sinds 2003 heeft Van Wolputte stedelijke landschappen verkend en 'site specific'-interventies gemaakt. Reeds voor zijn opleiding was zijn focus al gericht op wat vandaag nog steeds het onderwerp is voor zijn onderzoek: verlaten, vergeten, maar vooral gedevalueerde stedelijke sites die wachten om gesloopt te worden eens ze geen functie meer vervullen in de huidige economische/utilitaristische hiërarchie.
In 2005 maakte hij 'Temporary Penetrable Exhibition Spaces' (TPES), een project waar hij tien jaar aan werkte (2005-2015), waarbij hij vergeten sites in verschillende steden opeist door ze te herbestemmen als tijdelijke autonome kunstwerken.
Vanaf 2006 stelt hij ook zijn eerste installaties tentoon. Deze zijn geïnspireerd op tijdelijke woon- of werkplekken. 'A16M Commemoration' (2006) is een 16 meter lange tunnel die geïnspireerd is op een plaats, die de kunstenaar tijdens urban exploring ontdekte en uit zijn herinneringen probeert opnieuw een vorm te geven. 'On All Fours' (2006) is een video-installatie bestaand uit een groot afgesloten podium, waarbinnen hij verschillende kruipgangen bouwde die geïnspireerd zijn op de architectuur van de catacomben van Parijs.
In de periode 2008 tot 2010 maakte Van Wolputte verschillende fictieve ingrepen in de openbare ruimte, waarbij geveinsde documentatie van de zogezegde actie het enige overblijfsel is. '3 Closed Conditions' (2008), 'A Collection of Hide-Outs' (2008), 'Covered Yet Possible' (2009) en 'Forlorn Hope' (2010).
In de periode 2010 tot 2012 maakte hij een aantal werken die inspeelden op de gevaren van asbest. Dit deed hij eerst in een werk 'Aeternus' gemaakt voor een publicatie in het magazine Gagarin, waar hij gesprekken omtrent asbest uit verschillende fora op het internet bundelde tot een nieuw geheel, een performance 'Inhaling Minerals As-Best As Possible' voor LISTE – Art Fair Basel waarin hij het gebouw waar de kunstbeurs plaatsvond exploreerde en in de kelder van het gebouw op asbest stootte. 'Give off/Give out' (2011), een videowerk gefilmd in Jakarta, toonde de kunstenaar die met een vrachtwagen de stad rondreed en telkens stopte op plaatsen waar een gebouw net was afgebroken, om met een waterslang de restanten van de sloopwerken nat te spuiten en zo de verspreiding van fijnstof tegen te gaan.

## Tentoonstellingen
Het werk van Philippe Van Wolputte is te zien (geweest) in verschillende solo- en groepstentoonstellingen, waaronder:
- 2017 LLS382, Antwerp (BE), Linked Surfaces[3]
- 2016 Pavillon de l'Arsenal, Paris (FR),Vestiges Architecturaux & Vandalisme, Partie II: Non-Lieu
- 2016 KUMU, Tallinn (EST), Terra Incognita[4]
- 2016 Cardrde Gallery, Bologna (ITA), Neighbours
- 2016 Volume, Paris (FR), Vestiges Architecturaux & Vandalisme Partie I
- 2015 Museum van Hedendaagse Kunst Antwerpen, Antwerp(BE), Temporary Penetrable Exhibition Spaces: Behind The Lines[5]
- 2015 Be-Part, Waregem (BE), Fade-Outs[6]
- 2015 Florence Loewy Gallery, Paris (FR), Material
- 2014 Extra City Kunsthal (BE), Le Canal
- 2013 Savvy Contemporary, Berlin (D), Perpetual Travellers
- 2012 Raumexperimente, Berlin (D), Performing Politics - The World is Not Fair – The Great World's Fair
- 2010 Chert Gallery, Berlin (D), We Did It / Disputed Territory[7]
- 2010 Klemm's Gallery, Berlin (D), Zero Budget Biennial
- 2009 Wilfried Lentz, Rotterdam (NL), T.P.E.S. 01/02/03/04
- 2008 Zentrum Paul Klee, Bern (CH), Dragged Down Into Lowercase[8]
- 2007 Objectif-Exhibitions, Antwerp (BE), Tipos Moviles

## Prijzen
In 2013 won Philippe van Wolputte de ING-prijs tijdens de Young Belgian Art Prize, die georganiseerd werd in de BOZAR, Brussel.

## Publicatie
In 2015 verscheen de publicatie 'Temporary Penetrable Exhibition Spaces 2005 - 2015', uitgegeven door Art paper Editions.